# Albin Schober
Albin Schober (* 15. Februar 1938 in St. Stefan im Lavanttal; † 22. November 2020 in Wolfsberg) war ein österreichischer Politiker (SPÖ) und Landwirt. Schober war von 1976 bis 1983 Staatssekretär im Bundesministerium für Land- und Forstwirtschaft und danach von 1983 bis 1986 Abgeordneter zum Nationalrat.
Schober besuchte nach dem Abschluss der Pflichtschule die Handelsschule und absolvierte danach eine landwirtschaftliche Fachausbildung. 1962 übernahm er den elterlichen Hof und war in der Folge als Landwirt tätig. Schober wirkte von 1966 bis 1977 als Kammerrat der Kammer für Land- und Forstwirtschaft für Kärnten sowie ab 1980 Bundesvorsitzender des Arbeitsbauernbundes der SPÖ. Schober wirkte zwischen dem 1. Oktober 1976 und dem 24. Mai 1983 als Staatssekretär im Bundesministerium für Land- und Forstwirtschaft und vertrat die SPÖ danach vom 1. Juni 1983 bis zum 16. Dezember 1986 im Nationalrat. 
Schober ist der Vater der Historikerin Anna Schober.